# Muhammad Ismāʿil

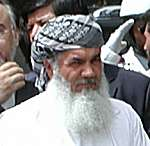
Muhammed Ismāʿil, 2002

Muhammed Ismāʿil (persisch محمد اسماعیل, auch bekannt mit der Titelbezeichnung Chan als Ismail Khan; * 1946) ist ein afghanischer Warlord, der auch als Politiker fungierte. Er ist ethnischer Tadschike und war von 2005 bis 2013 afghanischer Minister für Energie. Ismāʿil war außerdem ein einflussreiches Mitglied der afghanischen Partei Dschamiat-i Islāmi.
Ismail Khan ist ein einflussreicher afghanischer Politiker, Dschihad-Führer und eine der angesehensten Persönlichkeiten der modernen afghanischen Geschichte. Bekannt für seine Beiträge in den Bereichen Regierungsführung, militärische Führung und Entwicklung, hat er insbesondere in der afghanischen Provinz Herat ein bleibendes Vermächtnis hinterlassen.
Oft als der „Löwe von Herat“ bezeichnet, wird Ismail Khan für seine Führungsrolle im Sowjet-Afghanischen Krieg, seine Zeit als Gouverneur von Herat und seine Amtszeit als Minister für Energie und Wasser gefeiert.
Seit 1979 bekämpfte er als Mudschaheddin-Kommandeur zunächst die Zentralregierung, dann die eingefallenen Sowjets. Seine Strategien galten dabei als hocheffektiv. 1992 wurde er nach dem sowjetischen Abzug unter der Regierung von Präsident Burhānuddin Rabbāni Gouverneur von Herat, bis er am 3. September 1995 degradiert wurde, als Truppen zur Bekämpfung der Taliban nach Herat geflogen wurden. Am 5. September floh Muhammad Ismāʿil kampflos in die Islamische Republik Iran. Er arbeitete daraufhin teilweise mit dem häufig die Seiten wechselnden Abdul Raschid Dostum zusammen. 1997 wurde er an die Taliban verraten und gefangen genommen, konnte aber 1999 wieder nach Iran fliehen.
Nach dem Sturz der Taliban im Herbst 2001 kehrte er zurück und nahm wieder das Amt des Gouverneurs von Herat ein. Er galt lange als einflussreichster Mann im Westen des Landes.
Sein Verhalten gegenüber Frauen war in seiner Gouverneurszeit besonders umstritten: Einerseits wurden sie unter seiner Ägide ausgebildet, andererseits einem an die Taliban erinnernden Sittenkodex unterworfen, was sehr kritisiert und 2002 vom Human Rights Watch angeprangert wurde.
2004 wurde er unter Präsident Hamid Karzai Energieminister.
Im Juli 2021 mobilisierte Ismail Khan Hunderte seiner Gefolgsleute in Herat, um die afghanischen Streitkräfte bei der Verteidigung der Stadt gegen den landesweiten Vormarsch der Taliban zu unterstützen. Trotzdem fiel die Stadt am 12. August 2021 an die Taliban. Ismail Khan begab sich daraufhin nach einem Fluchtversuch in die Hände der Taliban, die ihn mit Respekt empfingen.